# Beachklub Ládví
Beachklub Ládví je největším areálem na plážové sporty v Česku. Prvních 6 kurtů vzniklo v roce 2008 díky písku z turnaje světové série v plážovém volejbalu, který se konal v Praze na Štvanici. Dnes je v areálu celkem 18 kurtů na plážový volejbal, 8 kurtů na tenis, trampolína, pingpongové stoly, dětské hřiště a další. V Beachklubu Ládví se konají pravidelně vrcholové turnaje v plážovém volejbale. Klub založili olympionik Michal Novotný a Jan Herget.